# Omniprezencja
Omniprezencja (wszechobecność) − atrybut boskości, polegający na znajdowaniu się wszędzie i w każdej rzeczy.
Według tej koncepcji, gdziekolwiek by człowiek nie był, słowa „bóg jest tutaj obecny” będą zawsze prawdziwe.

## Inne atrybuty boskości
W religiach (zwłaszcza monoteistycznych) innymi atrybutami boskości są między innymi:
- miłość (Bóg jest miłością)[1]
- immortalizm (bóg jest nieśmiertelny)
- omnipotencja (bóg jest wszechpotężny)
- omniscjencja (bóg jest wszechwiedzący)
- omnibenewolencja (bóg jest wszechmiłosierny)
- immanencja (bóg jest źródłem wewnętrznym istoty rzeczy)
- transcendencja (bóg wykracza poza istotę stworzenia i nie może być pojęty rozumem)
- świętość[2]
- sprawiedliwość[3]